# 阮文蔚
阮文蔚，湖廣黄州府黄冈县人。明朝政治人物、進士出身。
万历七年（1579年）己卯科舉人，十七年（1589年）己丑成进士，官至行人。